# Gossweilera
Gossweilera là một chi thực vật có hoa trong họ Cúc (Asteraceae).

## Loài
Chi Gossweilera gồm các loài: